# Club Deportivo Parque Móvil
El Club Deportivo Parque Móvil fue un club polideportivo español, de la ciudad de Madrid. Fue fundado en 1940 y se disolvió en 2014.

## Historia
El club fue fundado en 1940 por trabajadores del Parque Móvil Ministerial. Sus instalaciones, ubicadas en la sede de este complejo gubernamental, en la calle Cea Bermúdez del distrito de Chamberí, incluían frontón, gimnasio y la primera piscina cubierta de Madrid, de 25 metros.
A nivel competitivo el club vivió su mejor época desde los años 1950 hasta los años 1970. Llegó a tener equipos en la máxima categoría de la liga española de balonmano y de waterpolo. En hockey sobre patines participó en el Campeonato de España de Primera División, máxima competición a nivel nacional antes de la creación de la liga. Así mismo, su equipo de baloncesto disputó la promoción de ascenso a Primera División en 1958. En fútbol militó cuatro temporadas, de 1955 a 1959, en categoría nacional (Tercera División). 
En gimnasia, el CD Parque Móvil se proclamó campeón de España de clubes en 1967. Formó a gimnastas como José Ginés Siu, campeón de España y olímpico en Múnich 1972, y Juan José de la Casa, olímpico en Montreal 1976 y Moscú 1980. También pasaron por el club otros olímpicos como Hermenegildo Martínez y Jesús ''Fillo'' Carballo. En gimnasia artística femenina destacó Maribel Jiménez, bicampeona de España. El club contaba también con secciones de natación, pelota y ciclismo.
A partir de los años 2000 la viabilidad del club se vio afectada por la crisis económica y la competencia de otros gimnasios. Finalmente, la venta de los inmuebles vinculados al Patrimonio del Parque Móvil le obligó a cesar su actividad el 28 de junio de 2014. Los terrenos fueron cedidos por el Estado al Ayuntamiento de Madrid, que anunció la construcción de un nuevo polideportivo municipal. Las instalaciones históricas del CD Parque Móvil fueron demolidas en 2017. Durante los años 2000, hubo numerosas víctimas menores de edad por parte de una red de pederastia infantil, en los vestuarios del centro. El centro siempre aseguró desconocer dichos hechos.